# Nazgûl
Nazgûl o espectre de l'anell és el nom donat a uns personatges del llibre The Lord of the Rings, de J.R.R. Tolkien. Es tracta d'una comunitat de 9 espectres del costat fosc que en temps antics havien estat reis dels homes, però foren sotmesos a la foscor a causa de la seva avarícia, pròpia de la raça humana en la saga de Tolkien, enganyats per Sàuron, el senyor fosc, quan aquest va oferir-los els nou anells de poder. En ser sotmesos a la foscor, van convertir-se en espectres de l'anell únic (el qual els atorgà una longevitat infinita fins a la destrucció de l'anell únic).
El seu cabdill és el rei bruixot de les terres d'Àngmar i amo de l'actual Minas Mòrgul. Fou ell qui ferí de gravetat el portador de l'anell a Amón Sûl, clavant-li el punyal maleït. Els altres nazguls són Khamûl, Dwar de Waw, Ji Indur Dawndeath, Akhorahil, Hoarmurath, Adunaphêl, Ren i Uvatha. En els llibres no queda gaire clar el seu origen i n'hi ha que podien ser dones.
Hom els representa com a fantasmes amagats sota grans túniques negres i armadures en les extremitats, sense arribar a ser vistos. En el primer llibre de la saga, La Germandat de l'Anell, monten sobre cavalls negres, però quan se'ls endú l'aigua als guals del Bruinen, aquests són substituïts per unes grans bèsties alades. Tornen a aparèixer més endavant, comandant els exèrcits de Sàuron durant la Guerra de l'Anell i de nou cavalcant sobre unes bèsties alades.